# Episteme communicans
Episteme communicans är en fjärilsart som beskrevs av Walker 1864. Episteme communicans ingår i släktet Episteme och familjen nattflyn. Inga underarter finns listade i Catalogue of Life.